# Odalengo Grande
Odalengo Grande (piemontiul: Audalengh Grand) település Olaszországban, Piemont régióban, Alessandria megyében. Lakosainak száma 415 fő (2023. január 1.).